# Pribislavec
Pribislavec est un village et une municipalité située dans le comitat de Međimurje, en Croatie. Au recensement de 2001, l'actuelle municipalité et le village comptent 2 929 habitants.

## Localités
La municipalité de Pribislavec ne compte qu'une seule localité, le village éponyme de Pribislavec. Jusqu'en 2001, elle fait partie de la municipalité de Čakovec.